# روبناکوکسیب
روبناکوکسیب (به انگلیسی: Robenacoxib) که با نام تجاری Onsior فروخته می‌شود، یک داروی ضدالتهاب غیراستروئیدی (NSAID) است که در دامپزشکی برای تسکین درد و التهاب در گربه‌ها و سگ‌ها استفاده می‌شود. این دارو یک مهارکننده COX-۲ (کوکسیب) محسوب می‌شود.